# 九龍巴士273P線
九龍巴士273P線是香港一條由太和單向往荃灣西站的巴士路線，而九龍巴士273C線是香港一條由九龍坑單向往荃灣西站的巴士路線，均由九巴營運。

## 歷史
- 1996年4月30日：273P線投入服務。
- 2003年10月26日：配合九廣西鐵（現稱港鐵屯馬綫）即將通車，總站遷往荃灣西站公共運輸交匯處。
- 2007年3月17日：273P線07:10班次分拆為273C，改於06:55於大窩西支路近九龍坑開出。
- 2007年12月2日：配合兩鐵合併，荃灣西站更名為荃灣西鐵路站。
- 2014年6月21日：273P線縮減星期六班次至3班。
- 2015年12月31日：增設到站時間預報。
- 2023年12月23日：273C線取消星期六服務。[3]
- 2024年8月26日：273P線縮減星期一至五班次至3班，同時調整星期六開出時間至與星期一至五看齊。
- 2025年8月23日：273P線星期六班次減至兩班，開出時間為07:30及08:00。[4]

## 服務時間及班次
273P
- 太和開：
  - 星期一至六：07:25、07:40、08:00

星期日及公眾假期不設服務
273C
- 九龍坑開：
  - 星期一至五：06:55

星期六、日及公眾假期不設服務

## 收費
273P
全程：$11.1 （273P）／$14.2（273C）
- 太和邨往荃灣西站：$11.1（只適用於273C線）
- 過城門隧道轉車站後往荃灣西站：$6.4

| - 本線設有12歲以下小童及65歲或以上長者半價優惠。 - 65歲或以上香港居民使用「樂悠咭」，以及12歲以下合資格殘疾兒童使用「殘疾人士身份」個人八達通繳付車資，均可享有每程$2.0或半價（以較低者為準）的票價優惠；12至64歲合資格殘疾人士使用「殘疾人士身份」個人八達通（包括「樂悠咭」），以及60至64歲香港居民使用「樂悠咭」繳付車資，均可享有每程$2.0或全費（以較低者為準）的票價優惠。 - 65歲或以上長者如使用長者或一般個人八達通繳付車資，則只可享有半價優惠；12至64歲合資格殘疾人士如不使用「殘疾人士身份」個人八達通，以及60至64歲人士如不使用「樂悠咭」繳付車資，必須繳付全費。 - 乘客可以現金或八達通於上車時付款，不設找續。 - 每位成人乘客可免費攜帶最多兩名4歲以下而不佔座位的兒童乘客乘車，超額之4歲以下小童必須繳付小童車費乘車。 - 持有「九巴月票」之乘客在車票有效期內，每日可享最多10程任何九龍巴士及龍運巴士路線（包括本路線，以及聯營路線的九龍巴士／龍運巴士提供的班次；惟乘搭機場「A」及「NA」線則可享原價二七折優惠（不會計算每天10次合資格車程））；而B1線則每日可享最多各2程（不會計算每天10次合資格車程）。 - 九龍巴士、城巴、龍運巴士及陽光巴士全職員工及家屬（不包括外判職員）可免費乘搭本路線，惟必須拍職員或職員家屬八達通。 - 乘客亦可透過多元化電子支付系統（e度嘟）繳付車資，包括使用非接觸式VISA卡、JCB卡、萬事達卡、銀聯卡、美國運通、大來國際、Discover Card、Apple Pay、Google Pay、Samsung Pay、AlipayHK「易乘碼」、支付寶、WeChatHK／微信支付「搭車碼」、銀聯雲閃付「乘車碼」及BOC Pay「乘車碼」。乘客使用此付款方式，使用此支付方式的乘客可享有中途下車之分段收費，以及與其他九巴／龍運獨營路線或聯營線九巴／龍運班次之轉乘優惠，惟不適用於與非九巴／龍運路線之轉乘優惠，亦不能享有「公共交通費用補貼計劃」及「長者及合資格殘疾人士公共交通票價優惠計劃」。 |

於城門隧道轉車站乘搭273C/P可以無需付費，轉乘其他路線收費各異，但不能享用其他八達通轉乘優惠（263與其他九巴途經屯門公路轉車站路線或269D與其他九巴大欖隧道線的八達通轉乘優惠則例外）。
273C線的九龍坑總站雖然位於大埔區，但其位置很接近北區，因此273C線的收費是與278A/P/X線看齊，而273C線亦是首條以大窩西支路作總站的早晨特別路線。

## 使用車輛

### 273C線
本線由271線抽調1輛用車。

### 273P線
本線現時獲派2輛富豪B9TL 12米（AVBWU）雙層低地台空調巴士，均屬上水車廠。其中2班（07:55、08:10）則由271線抽調2輛巴士行走，用車多為亞歷山大丹尼士Enviro 500 MMC 12米（ATENU）。
本線用車於服務時段以外需調走74X及75K線，另外假日日間亦需行走75K線。
| 車隊編號 | 車牌   |
| -------- | ------ |
| AVBWU4   | PG7809 |
| AVBWU106 | PW3017 |

## 行車路線
273C／273P
經：大窩西支路、林錦交匯處、吐露港公路、大埔太和路、寶雅路、汀角路、安慈路、安祥路、寶鄉橋、寶鄉街、廣福道、運頭街、南運路、達運道、豐運路、運頭塘公共運輸交匯處、豐運路、達運道、吐露港公路、大埔公路－沙田段、城門隧道公路、城門隧道、和宜合交匯處、和宜合道、昌榮路、昌榮路迴旋處、青山公路（葵涌段、荃灣段）及大河道。

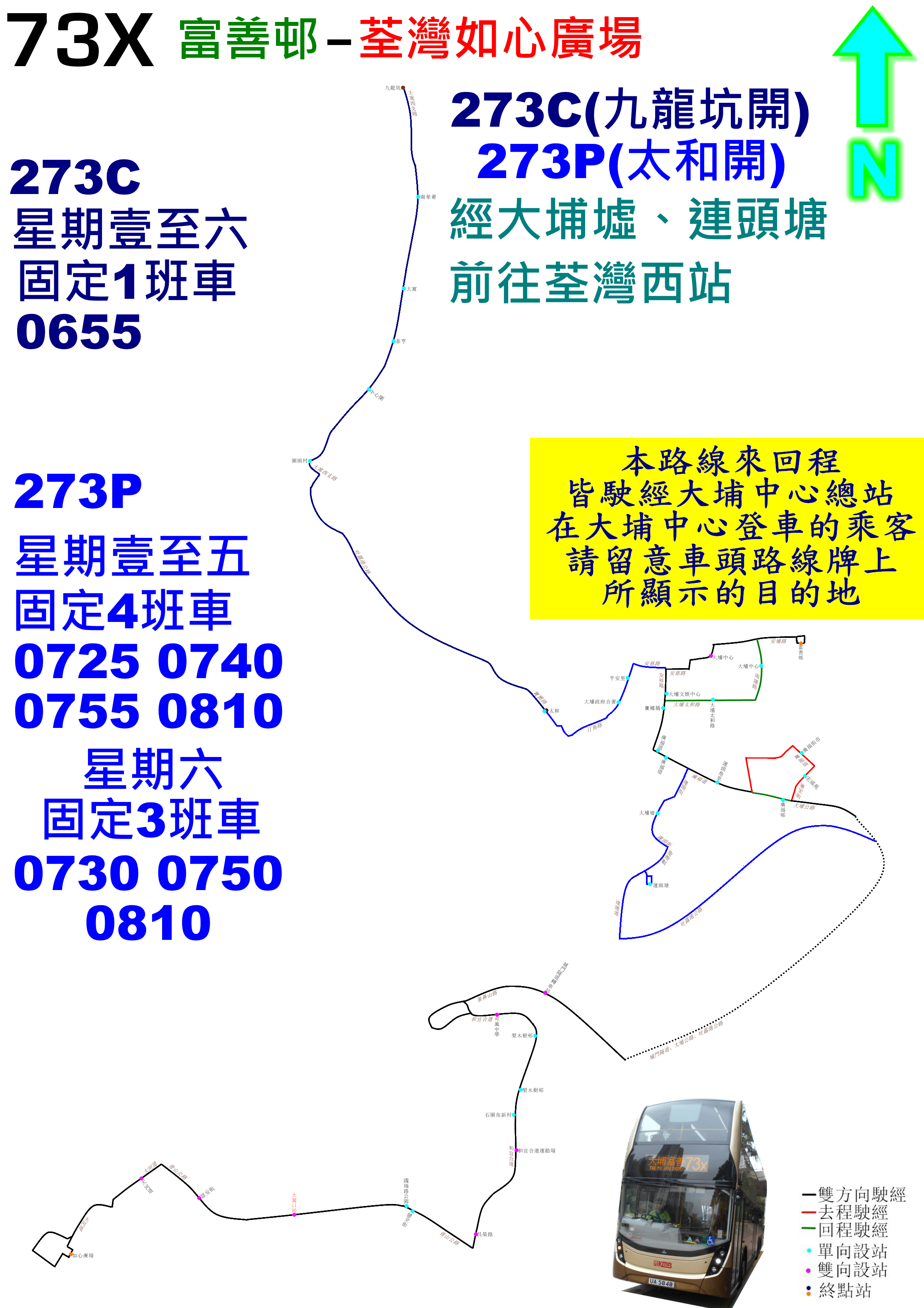
73X、273C及273P線的走線圖，當中深藍線表示只有273C駛經，而藍線則表示273C及273P同時駛經

斜體字路線祇有273C線駛經。
273P線之具體停站請參考資訊框
273C線之具體停站請參考資訊框

## 外部連結
- 九巴273C線官方網站路線資料 （页面存档备份，存于）
- 九巴273P線官方網站路線資料